# Фройденберг (Баден)
Фройденберг (нем. Freudenberg) — город в Германии, в земле Баден-Вюртемберг.
Подчинён административному округу Штутгарт. Входит в состав района Майн-Таубер. Население составляет 3884 человека (на 31 декабря 2010 года). Занимает площадь 34,78 км². Официальный код — 08 1 28 039.

## Достопримечательности
- Весь исторический центр города с его многочисленными старинными домами с 2004 г. в качестве единого архитектурного ансамбля находится под защитой государства
- Поверх города располагается частично руинированный замок Фройденберг, восходящий к XII в.
- Капелла св. Лаврентия на старом городском кладбище (1149 г.)
- Старая католическая церковь св. Лаврентия (1691/1692 г.)
- Фройденберг лежит на туристическом маршруте «Путь Нибелунгов» (нем. Nibelungenstraße), ведущем из Вормса через весь Оденвальд до Вертхайма.